# Deposició en capa atòmica
La deposició en capa atòmica (amb acrònim anglès ALD) és una tècnica de deposició de pel·lícula fina basada en l'ús seqüencial d'un procés químic en fase gasosa; és una subclasse de deposició química de vapor. La majoria de les reaccions ALD utilitzen dues substàncies químiques anomenades precursors (també anomenats "reactius"). Aquests precursors reaccionen amb la superfície d'un material d'un en un d'una manera seqüencial i autolimitada. Una pel·lícula fina es diposita lentament mitjançant una exposició repetida a precursors separats. L'ALD és un procés clau en la fabricació de dispositius semiconductors i forma part del conjunt d'eines per sintetitzar nanomaterials.
Durant la deposició de la capa atòmica, es fa créixer una pel·lícula sobre un substrat exposant la seva superfície a espècies gasoses alternatives (normalment es coneix com a precursors o reactius). A diferència de la deposició química de vapor, els precursors mai estan presents simultàniament al reactor, sinó que s'insereixen com una sèrie de polsos seqüencials i no superposats. En cadascun d'aquests polsos les molècules precursores reaccionen amb la superfície de manera autolimitada, de manera que la reacció acaba un cop consumits tots els llocs reactius de la superfície. En conseqüència, la quantitat màxima de material dipositat a la superfície després d'una sola exposició a tots els precursors (l'anomenat cicle ALD) ve determinada per la naturalesa de la interacció precursor-superfície. Variant el nombre de cicles és possible fer créixer materials de manera uniforme i amb alta precisió en substrats arbitràriament complexos i grans.
L'ALD es considera un mètode de deposició amb un gran potencial per produir pel·lícules molt primes i conformades amb control del gruix i la composició de les pel·lícules possibles a nivell atòmic. Una de les principals forces impulsores de l'interès recent és la perspectiva que s'observa per a l'ALD en reduir els dispositius microelectrònics segons la llei de Moore. L'ALD és un camp d'investigació actiu, amb centenars de processos diferents publicats a la literatura científica, encara que alguns d'ells presenten comportaments que s'allunyen d'un procés d'ALD ideal. Actualment hi ha diversos articles de revisió exhaustius que donen un resum dels processos ALD publicats, inclòs el treball de Puurunen, Miikkulainen et al., Knoops et al., i Mackus & Schneider et al. També hi ha disponible en línia una base de dades interactiva, impulsada per la comunitat, dels processos ALD que genera una visió general actualitzada en forma de taula periòdica anotada.
a tècnica germana de deposició de capa atòmica, la deposició de capa molecular (MLD), s'utilitza quan es volen utilitzar precursors orgànics. Combinant les tècniques ALD/MLD, és possible fer pel·lícules híbrides molt conformades i pures per a moltes aplicacions.
Aplicacions: Microelectrònica, Òxids de porta, Nitrurs de metalls de transició, Pel·lícules metàl·liques, Capçals d'enregistrament magnètics, Condensadors DRAM, Com a barrera de penetració de plàstics, Aplicacions fotovoltaiques, Aplicacions electroòptiques, Aplicacions biomèdiques.